# Droga wojewódzka nr 989
Droga wojewódzka nr 989 (DW989) – droga wojewódzka w podkarpackim o długości 12 km łącząca Strzyżów i Lutczę.

## Miejscowości leżące przy trasie DW989
- Strzyżów
- Godowa
- Lutcza